# Douepea tortuosa
Douepea tortuosa är en korsblommig växtart som beskrevs av Jacques Cambessèdes. Douepea tortuosa ingår i släktet Douepea och familjen korsblommiga växter. Inga underarter finns listade i Catalogue of Life.